# Regione di Blackall-Tambo
La regione di Blackall-Tambo è una Local Government Area che si trova nel Queensland. Essa si estende su una superficie di 30.450,6 chilometri quadrati e ha una popolazione di 2.200 abitanti. La sede del consiglio si trova a Blackall.